# Mesanthura punctillata
Mesanthura punctillata là một loài chân đều trong họ Anthuridae. Loài này được Kensley miêu tả khoa học năm 1982.